# San Domenico (Arezzo)

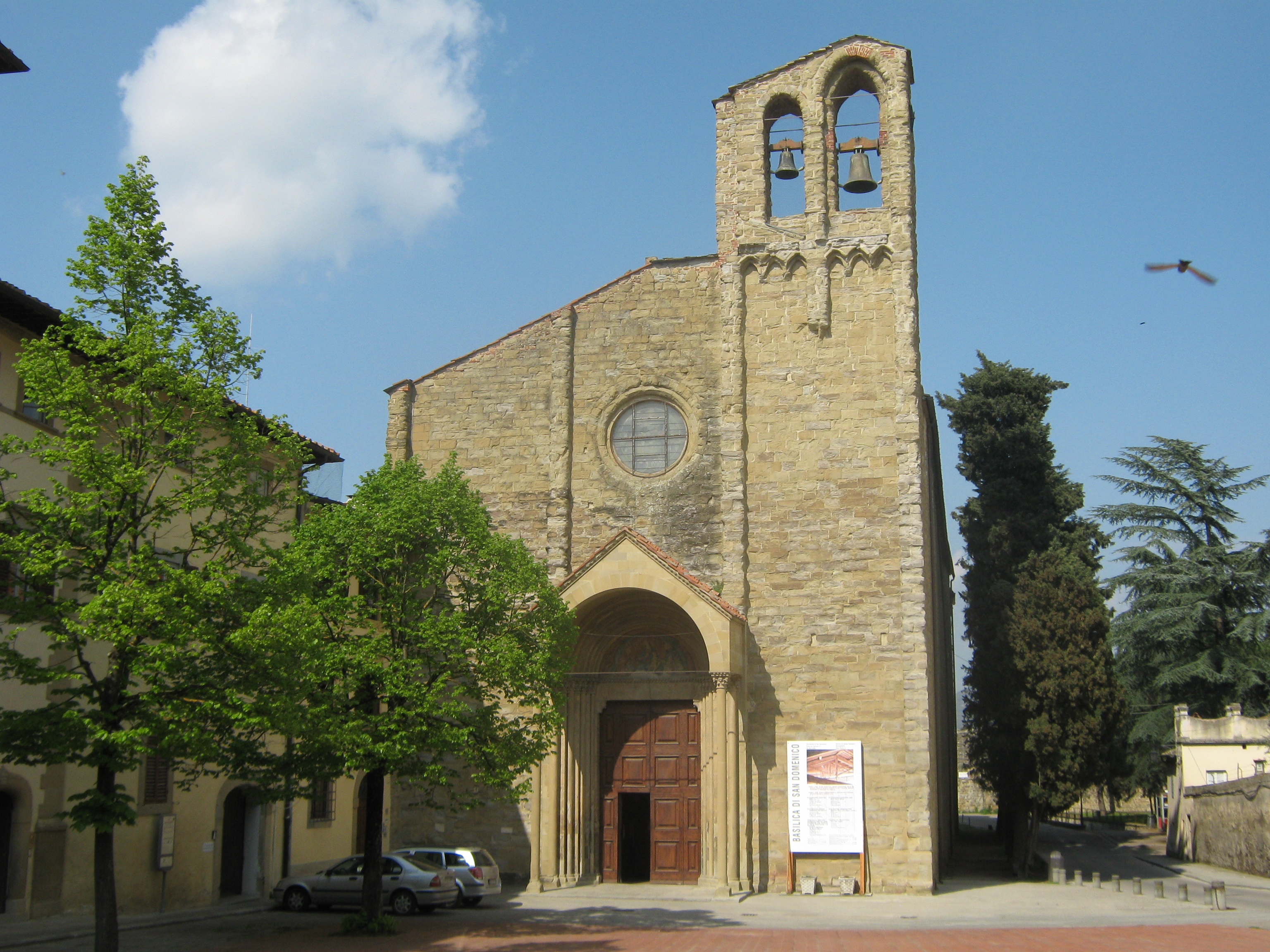
Die unvollendete Fassade mit dem neogotischen Vorbau

San Domenico ist eine Kirche in der toskanischen Stadt Arezzo. Das gotische Gebäude stammt aus dem 13. Jahrhundert und gilt als eine der eindrucksvollsten Bettelordenskirchen der Toskana. Es enthält bedeutsame Fresken sowie das früheste noch erhaltene Werk Cimabues. Die Kirche steht im Rang einer Basilica minor.

## Lage und Namen
Die Kirche liegt am nördlichen Rand der Altstadt von Arezzo, etwa 250 Meter nordnordwestlich der Kirche San Francesco. Ihr ist ein kleiner Platz vorgelagert, an der die nach ihr benannte Via di San Domenico vorbeiführt.
Die Kirche wurde von Dominikanern errichtet und hat daher ihren Namen von deren Gründer, dem Hl. Dominikus.

## Baugeschichte
Begonnen wurde der Bau 1275, die Dominikaner waren in Arezzo seit 1236 präsent. Die Pläne hierfür können von Dominikanern aus Florenz ausgearbeitet worden sein, die Annahme hängt mit der Ähnlichkeit der mittleren Chorkapelle mit derjenigen der Kirche Santa Maria Novella zusammen, die nur einige Jahrzehnte älter ist. Im 16. und 17. Jahrhundert wurde die Kirche im Geschmack der Zeit barockisiert und dabei die spätmittelalterlichen Fresken übertüncht. Diese Einbauten wurden im Lauf der letzten Jahrzehnte entfernt und die Fresken, soweit sie zu retten waren, wieder sichtbar gemacht und restauriert.

## Fassade
Die Fassade stammt noch aus der ursprünglichen Bauzeit. Obwohl sie nicht vollendet und von größtmöglicher Schlichtheit ist, gilt sie dennoch als originell und edel. Sie ist dreiachsig ausgeführt, wobei Lisenen die Wand gliedern, ein Rundfenster durchbricht die Fläche der mittleren Achse. Die linke Achse ist leicht abgeschrägt ausgeführt, die rechte dient als Turmwand mit einem offenen Glockenstuhl. Der kleine Vorbau des Portals ist modern.

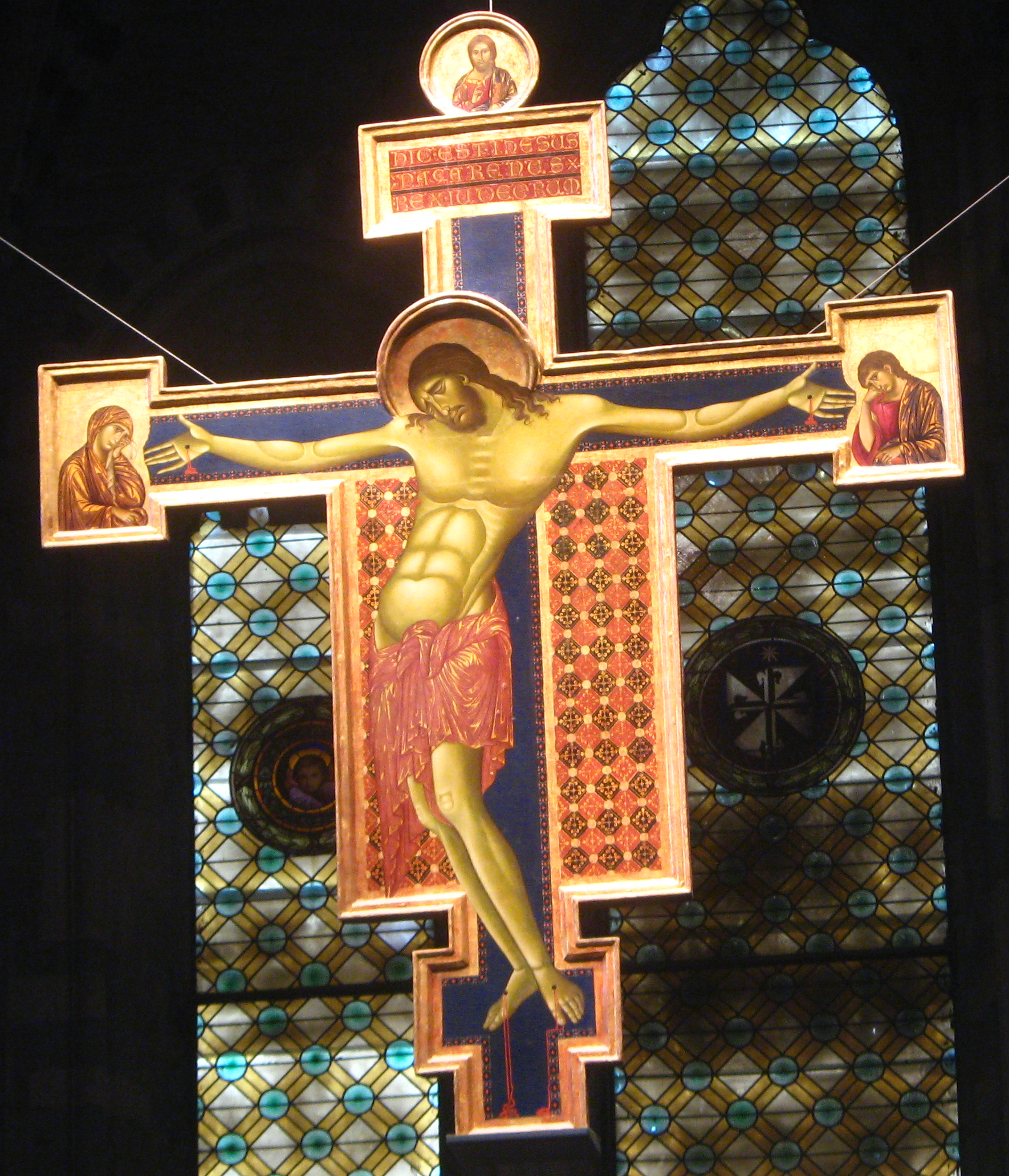
Das bekannte Kruzifix von Cimabue

## Grundstruktur und Inneres
Ihrer Grundstruktur nach ist sie eine nochmalige Vereinfachung der Kirchenbauten der Zisterzienser. Die Kirche ist einschiffig und verfügt über kein Querschiff. Der Chor wird beidseitig von jeweils einer kleineren Chorkapellen flankiert. Er ist mit einem Kreuzgratgewölbe gedeckt, dagegen verfügt das Langhaus über keine Gewölbe, so dass der hölzerne Dachstuhl offen zu sehen ist.

### Fresken
Die Kirche war, dem Gedanken der Volkspredigt der Bettelorden folgend, reich freskiert. Die Künstler waren einheimisch und standen unter dem Einfluss der Fresken Giottos.
Auf der linken Innenseite der Portalwand befindet sich das Fresko Die Heiligen Philippus und Jakobus. Dargestellt sind die Heiligen selbst, daneben jeweils in übereinander stehenden Darstellungen Szenen aus deren Leben. Die Lünette enthält zwei nebeneinander stehende Darstellungen: Mystische Verlobung und Martyrium der Hl. Katharina von Alexandrien. Das Fresko ist im Weichen Stil gemalt und stammt von Spinello Aretino, etwa aus dem Jahr 1400.
Die rechte Innenseite der Portalwand enthält eine Darstellung der Kreuzigung, dargestellt sind auch die Heiligen Dominikus als Patron der Kirche und der Hl. Nikolaus von Bari, Szenen aus seinem Leben enthält die Lünette. Das Fresko stammt vom Sohn Spinello Aretinos, Parri di Spinello, es wurde etwa 1440 im späten Weichen Stil gearbeitet.
Auf der Südseite befindet sich eine weitere Kreuzigungsszene, mit dem Hl. Johannes Ev. und dem Erzengel Michael. Die Fresken von Giovanni d’Agnolo di Balduccio (nicht zu verwechseln mit Balduccio), stammen etwa von 1430.
Das gotische Tabernakel an der rechten Langhauswand wurde etwa 1368 von Giovanni di Francesco aus Florenz gearbeitet. Die Fresken hierzu entstammen zum einen abermals von Spinello Aretino, er schuf etwa 1385 eine Verkündigungsszene, daneben noch Arbeiten von Gregorio und Donato d’Arezzo. Sie arbeiteten das Fresko Jesus unter den Schriftgelehrten im 14. Jahrhundert.

### Kruzifix des Cimabue
Cimabue schuf das prächtige, überlebensgroße Kruzifix noch vor Errichtung der Kirche, etwa zwischen 1260 und 1270. Es ist mit Tempera auf eine Holztafel gemalt. Ein ähnliches Kruzifix von ihm ging 1966 bei der Hochwasserkatastrophe in Florenz in der Kirche Santa Croce verloren, so ist dieses hier das einzige noch erhaltene Werk aus seiner Frühzeit. Der Gekreuzigte ist in einer leichten S-Krümmung dargestellt und folgt damit gotischer Darstellungsweise. Mit seinem herabgesunkenen Kopf gehört er zum ikonographischen Typus des leidenden Christus. Daneben deutet der Stil verschiedener Details, beispielsweise die Physiognomie oder das Lendentuch, auf Einflüsse byzantinischer Kunst hin, geht aber mit der angedeuteten Plastizität des Körpers über diese deutlich hinaus. Seine Mutter Maria und der Hl. Johannes sind in Eckbildern an den Kreuzarmen dargestellt. Oberhalb des Gekreuzigten befindet sich noch ein Brustbild desselben in runder Form.